# Кут (Прилуцький район)
Кут — ботанічний заказник місцевого значення в Україні. Розташований у межах Прилуцького району Чернігівської області, на південний захід від смт Ладан. 
Площа 144 га. Статус присвоєно згідно з рішенням Чернігівського облвиконкому від 27.07.1975 року № 319. Перебуває у віданні ДП «Прилуцьке лісове господарство» (Ладанське лісництво, кв. 133, 134). 
Статус присвоєно для збереження двох лісових масивів з цінними насадженнями сосни звичайної (віком 30-40 років) та вільхи чорної. Сосна зростає на терасі річки Удай, а вільха — на заплаві. Є ділянки з насадженнями дуба. У трав'яному покриві соснових ділянок переважають злакові з зеленими мохами, вільшаників — болотне різнотрав'я.